# Christoph Langen
Christoph Langen (* 27. März 1962 in Köln) ist einer der erfolgreichsten deutschen Bobfahrer. Von 2010 bis 2016 war er Bundestrainer des deutschen Bobkaders.

## Karriere
Langen ist gelernter Kfz-Mechaniker und startete seine sportliche Laufbahn als Leichtathlet beim TV 1864 Altötting. Als Jugendlicher war er bayerischer Meister im Hochsprung und Zehnkämpfer mit guter Perspektive.
Christoph Langen begann seine Bobkarriere 1985 als Anschieber bei den Bobpiloten Anton Fischer und Christian Schebitz. Mit Fischer wurde er 1985 Deutscher Meister im Zweierbob. Ursprünglich kam er vom Dreisprung. 1991 errang er mit Wolfgang Hoppe seinen ersten Weltmeistertitel, der ihn dazu anspornte, selbst einen Bob zu lenken. Bereits im Folgejahr erreichte er in Albertville mit dem dritten Platz im Zweierbob seine erste olympische Medaille. In der Folge erreichte er eine weitere olympische Bronzemedaille (1998 im Zweier) und zwei Olympiasiege (1998 im Vierer und 2002 im Zweier). Den Viererbobwettbewerb 2002 musste er verletzungsbedingt (Riss der Fußsohlensehne) abbrechen und die Saison 2002/2003 pausieren.
Der für die SpVgg Unterhaching startende Berufssoldat der Bundeswehr Christoph Langen ist fünffacher Weltmeister im Zweier (1993, 1995, 1996, 2000 und 2001), zweifacher Weltmeister im Vierer (1996 und 2001), fünffacher Europameister im Zweier (1994, 1995, 1996, 2001 und 2004) und zweifacher Europameister im Vierer (1996 und 1999), dreifacher Weltcupsieger im Zweier (1996, 1999 und 2004) und zweifacher Weltcupsieger im Vierer (1996, 1999).
Christoph Langens Stärke lag vor allem in seinem Ehrgeiz und seinem technischen Verständnis. Als Perfektionist gelang es ihm immer wieder, das beste Material an den Start zu bringen und auch noch im höheren Alter zur internationalen Spitze zu gehören.
Im Februar 2004 bestritt Langen zur Bob-WM in Königssee seinen letzten Wettkampf und gewann dort die Silbermedaille im Zweier- und Viererbob. Im Herbst 2004 erhielt seine Karriere einen Rückschlag, als bei einer Routineuntersuchung eine Verengung eines Herzkranzgefäßes festgestellt wurde, die operativ korrigiert werden musste. Nach dem Riss der Plantarsehne im Frühjahr 2002 und zwei Achillessehnenrissen im Frühjahr 1997 und im Herbst 2002 war Langen zuvor bereits dreimal zurückgekehrt. Zu einem vierten Comeback und einem geplanten Start bei den Olympischen Winterspielen 2006 in Turin kam es allerdings nicht mehr. Am 10. Oktober 2005 gab Langen nach 20 Jahren das Ende seiner Bobsportkarriere bekannt. Ärzte hatten ihm zuvor von der Wiederaufnahme des Leistungssportes abgeraten.
Für seine überragenden sportlichen Leistungen erhielt er das Silberne Lorbeerblatt.
Er ist im Bobsport als Berater und Experte für das Fernsehen tätig. Am 1. Juli 2010 wurde Langen Nachfolger von Raimund Bethge, der zu diesem Zeitpunkt in den Ruhestand ging, Trainer der deutschen Bobmannschaft. Christoph Langen leitete als Oberstabsfeldwebel die Sportfördergruppe in Berchtesgaden bis zu seiner Beförderung zum Bundestrainer. Im April 2016 beendete er seine Tätigkeit als Bundestrainer, sein Nachfolger wurde René Spies.
Von Sommer 2016 bis Mai 2021 trainierte Langen den Nachwuchskader von Swiss Sliding. Seit 2021 leitet er die Abteilung für Material, Technologie und Innovation der International Bobsleigh & Skeleton Federation.

## Motorsport
- 2002: Porsche Michelin Supercup
- 2002: VW New Beetle Cup Deutschland (Platz 16)
- 2003: Porsche Supercup
- 2004: Porsche Supercup
- 2004: Porsche Carrera Cup Deutschland
- 2006: Porsche Carrera Cup Deutschland
- 2007: Porsche Carrera Cup Deutschland
- 2008: ADAC GT Masters
- 2009: ADAC GT Masters

## Trivia
Ab 2006 nahm er jährlich an der von Stefan Raab organisierten Wok-WM teil und hat im Team dort dreimal den Weltmeistertitel errungen.